# 腺果杜鹃
腺果杜鹃（学名：Rhododendron davidii），为杜鹃花科杜鹃花属下的一个种。

## 扩展阅读
維基物種上的相關：腺果杜鹃